# Атанас Забазновски
Атанас Забазновски — Руски (Прилеп, 7. јануар 1925 — Скопље, 17. мај 2013), учесник Народноослободилачке борбе, друштвено-политички радник СФР Југославије и СР Македоније и народни херој Југославије.

## Биографија
Рођен је 7. јануара 1925. године у Прилепу, у земљорадничкој породици. Отац му је био пореклом из Русије, а мајка Македонка. После завршене основне и вечерње трговачке школе, изучио је кројачки занат.
У току 1938. и 1939. године, омладински покрет у Прилепу био је врло активан, тако да је једној од омладинских организација приступио и Атанас. Био је активан члан организације, читао је и растурао летке по граду. Бавио се спортом и био фудбалер у ФК „Гоце Делчев“. Године 1941. постао је члан Савеза комунистичке омладине Југославије (СКОЈ).

### Народноослободилачка борба
Почетком окупације Југославије у априлу 1941. године, заједно са групом омладинаца сакупљао је оружје и муницију, скривајући их у својој кући. Сакупљено оружје употребљено је приликом формирања партизанског одреда. После напада партизана на Прилеп 11. октобра 1941. године, Атанас је ухапшен.
Године 1942. постао је секретар скојевског актива. Његова кућа служила је за одржавање састанака и веза партијске организације с Oдредом. Био је под сталном паском полиције, али никад није ништа одао.
У октобру 1943. године придружио се партизанима и постао митраљезац у Првој македонско-косовској бригади. Тада је стекао надимак Руски (мк. Рускиот). Истакао се у борбама код Мраморца, Пусте Реке, Фуштана, Тушина и Кавадараца. У борби код Кавадараца био је рањен, те је неко време проборавио у партизанској болници.
Затим је завршио курс за скојевске руководиоце и постављен је за секретара СКОЈ-а 41. македонске дивизије НОВЈ. Са дивизијом је учествовао у борбама на Сремском фронту у пролеће 1945. године. У међувремену је прешао у Контраобавештајну службу Југословенске армије.

### Послератна каријера
После рата, радио је у Државном секретаријату унутрашњих послова (ДСУП) до 1966. године. Радио је у КОС-у све до смене Александра Ранковића на Четвртом пленуму ЦК СКЈ, када је дао оставку у служби. После тога прешао је у спољну трговину.
Био је председник Стонотениског савеза Македоније, председник Кајакашког друштва „Мирче Ацев“ у Скопљу и организатор два кајакашка светска првенства на рекама Трески и Радики у спусту и слалому на дивљим водама 1975. године.
Преминуо је 17. маја 2013. године у Скопљу.
Носилац је Партизанске споменице 1941. и више других југословенских одликовања. Орденом народног хероја одликован је 20. децембра 1951. године.